# Oumoul Khairy Sarr
Oumoul Khairy Sarr Coulibaly (née le 25 janvier 1984) est une joueuse internationale sénégalaise de basket-ball, au poste de pivot. 

## Carrière
En février 2022, elle remplace Ana Tadić à Tarbes.

## Palmarès
- Médaille d'or du Championnat d'Afrique de basket-ball féminin 2009
- Médaille d'or aux Jeux africains de 2011
- Médaille d'argent du Championnat d'Afrique de basket-ball féminin 2017
- Médaille d'argent du Championnat d'Afrique de basket-ball féminin 2011
- Médaille de bronze du Championnat d'Afrique de basket-ball féminin 2013
- Médaille d'argent au championnat d'Afrique 2019
- Médaille d'argent au championnat d'Afrique 2023